# Edna Ferberová
Edna Ferberová (15. srpna 1885 Kalamazoo – 16. dubna 1968 New York) byla americká spisovatelka židovského původu. K jejím nejznámějším dílům patří román Jak veliký?, za který v roce 1925 obdržela Pulitzerovu cenu. Román Loď komediantů se proslavil zvláště poté, co byl rok po svém vydání, v roce 1927, adaptován Jeromem Kernem a Oscarem Hammersteinem II jako muzikál. Román Cimarron se dočkal také úspěšné adaptace, když byl v roce 1931 zfilmován (snímek oceněn Oscarem pro nejlepší film).

## Životopis
V dětství čelila silnému antisemitismu, zejména v městečku Ottumwa v Iowě, kde její rodina žila v letech 1890 až 1897 (v době, kdy Ferberové bylo 5 až 12 let). Poté se rodina přestěhovala do Appletonu ve Wisconsinu, kde Ferberová vystudovala střední školu a později krátce navštěvovala Lawrence University. Tu však nedostudovala, neboť rodina neměla prostředky na její podporu. Začala tedy pracovat jako redaktorka v novinách Appleton Daily Crescent a v Milwaukee Journal. Na začátku roku 1909 dostala záchvat chudokrevnosti. Během rekonvalescence napsala první povídky, které pak otiskly některé časopisy. V roce 1911 vydala svůj první román. Mimořádného úspěchu dosáhl zejména román Jak veliký? (So Big) z roku 1924. Ten byl později třikrát zfilmován, nejznámější je verze s Jane Wymanovou v hlavní roli, z roku 1953.
V roce 1922 prvně navštívila Evropu, do níž se pravidelně vracela. Patřila k prvním, kdo v Americe varovali před nebezpečím nacismu a rostoucím evropským antisemitismem. „Bylo to strašné vidět kontinent – civilizaci – rozpadat se před očima. Byl to rychlý a zdánlivě nevyhnutelný proces, kterému nikdo nevěnoval zvláštní pozornost,“ komentovala to později. Její obavy velmi ovlivnily i její tvorbu, která často obsahovala témata rasové a kulturní diskriminace. Její autobiografie A Peculiar Treasure z roku 1938 obsahovala zlomyslné věnování Adolfu Hitlerovi za to, že jeho nenávist jí pomohla objevit vlastní židovskou identitu.
Závěr života strávila v New Yorku. Zde se stala členkou známé stolní společnosti scházející se v newyorském hotelu Algonquin, a to přesto že mezi ní a jiným členem, Alexanderem Woollcottem, panovalo proslulé letité nepřátelství. Herečka Lili Taylorová ztvárnila Ednu Ferberovou ve filmu Paní Parkerová a začarovaný kruh (1994), tedy v životopisném snímku o Dorothy Parkerové, hlavní ženské hvězdě Algonquinské společnosti.
Nikdy se nevdala, po smrti majetek odkázala své sestře a neteřím. Hlásila se k označení "stará panna", není známo, že by měla někdy vážnější vztah.

### Vyšlo česky (první vydání)
- Jak veliký?, Vyškov, Fr. Obzina 1926 (překlad B.Z. Nekovařík)
- Divadelní loď, Praha, J. Otto 1929 (překlad B.Z. Nekovařík) (později česky vyšlo jako Loď komediantů)
- Děvčata, Praha, J. Otto 1931 (překlad B.Z. Nekovařík)
- Cimarron, Praha, Kvasnička a Hampl 1931 (překlad B.Z. Nekovařík)
- Dobrodruzi ze Saratogy, Praha, Ferdinand Holas 1947 (překlad Tomáš Vaněk)
- Život pro tebe, Praha, Svoboda 1976 (překlad Eva Masnerová)